# Circuit Femení ITF
El Circuit Femení ITF és una sèrie de tornejos de tennis professional organitzats a l'àmbit de la Federació Internacional de Tennis per a jugadores de tennis professionals. Serveix com a circuit de desenvolupament del Circuit WTA, de l'àmbit de l'Associació de Tennis Femení (WTA). Hi ha diversos tornejos femenins del Circuit Femení ITF cada any, estesos arreu dels sis continents, amb premis econòmics que varien dels 10,000$ (dòlars estatunidencs) als 100,000$. Les jugadores que tenen prou èxit a aquest circuit i guanyen suficients punt, poden ser elegibles per jugar fases de qualificació de tornejos WTA, o fins i tot per a entrar al quadre principal de tornejos WTA.
Fins al 2011 el Circuit Femení ITF era el nivell immediatament inferior al Circuit WTA, però el 2012 la WTA va introduir un nivell intermedi, la sèrie WTA 125k.
Hi ha també un Circuit Masculí ITF, però només incorpora el nivell inferior Tornejos de Futurs. Els tornejos d'homes de nivell intermedi, l'equivalent a la sèrie WTA 125k i als tornejos amb premis econòmics més elevats del Circuit Femení ITF, són organitzats a l'àmbit de l'ATP com a part de l'ATP Challenger Tour.

## Llista de tornejos
El Circuit Femení ITF inclou o ha inclòs:
- Abierto Tampico
- Aegon GB Pro-Series Barnstaple
- Aegon GB Pro-Series Bath
- Aegon GB Pro-Series Shrewsbury
- Aegon GB Pro-Series Foxhills
- Aegon GB Pro-Series Wrexham
- Aegon Nottingham Challenge
- Aegon Pro-Series Loughborough
- Aegon Trophy
- Al Habtoor Tennis Challenge
- Allianz Cup
- Ankara Cup
- ITF Women's Circuit – Anning
- Audi Melbourne Pro Tennis Classic
- BCR Open Romania Ladies
- Beijing International Challenger
- Bendigo Women's International
- Blossom Cup
- Boyd Tinsley Women's Clay Court Classic
- Büschl Open
- Caesar & Imperial Cup
- Challenger Banque Nationale de Granby
- Challenger Banque Nationale de Saguenay
- Coleman Vision Tennis Championships
- Colorado International
- Cooper Challenger
- Copa Bionaire
- Dothan Pro Tennis Classic
- Dow Corning Tennis Classic
- Dunlop World Challenge
- EmblemHealth Bronx Open
- Empire Slovak Open
- Fergana Challenger
- FSP Gold River Women's Challenger
- Fukuoka International Women's Cup
- Goldwater Women's Tennis Classic
- Grapevine Women's $50,000 Tennis Classic
- Infond Open
- Internacional Femenil Monterrey
- Internationaux Féminins de la Vienne
- Internazionali di Tennis dell'Umbria
- ITF Jounieh Open
- ITF Women's Circuit – Sanya
- ITF Women's Circuit – Wenshan
- ITF Women's Circuit – Xi'an
- ITS Cup
- Izida Cup, jugat anualment a Dobrich, Bulgària, fins al 2009. De 2009 a 2010 el torneig fou un event de 10.000$ al calendari ITF.[1]
- The Jersey International
- John Newcombe Women's Pro Challenge
- Kangaroo Cup
- Kazan Summer Cup
- Kemer Cup
- Kurume Best Amenity Cup
- L'Open Emeraude Solaire de Saint-Malo
- Lale Cup
- Launceston Tennis International
- Lexington Challenger
- Lorraine Open 88
- McDonald's Burnie International
- NECC ITF International Women's Tournament
- Ningbo International Women's Tennis Open
- Odlum Brown Vancouver Open
- OEC Taipei Ladies Open
- Open Féminin de Marseille
- Open GDF Suez de Biarritz
- Open GDF Suez de Cagnes-sur-Mer Alpes-Maritimes
- Open GDF Suez de Touraine
- Open GDF Suez Nantes Atlantique
- Open GDF Suez Région Limousin
- Open GDF Suez Seine-et-Marne
- Open Saint-Gaudens Midi-Pyrénées
- Oregon Challenger
- Orto-Lääkärit Open
- Palm Beach Gardens Challenger
- Powiat Poznański Open
- President's Cup (tennis)
- RBC Bank Women's Challenger
- Red Rock Pro Open
- Reinert Open
- Royal Cup NLB Montenegro
- Samsung Securities Cup
- Save Cup
- Open Bogotá
- Seguros Bolívar Open Medellín
- Seoul Open Women's Challenger
- Siberia Cup
- Smart Card Open Monet+
- Soho Square Ladies Tournament
- South Seas Island Resort Women's Pro Classic
- Soweto Open
- Sparta Prague Open
- Tampere Open
- Tatarstan Open
- TEAN International
- Telavi Open
- Tevlin Women's Challenger
- The Bahamas Women's Open
- The Oaks Club Challenger
- Torneo Internazionale Regione Piemonte
- Trabzon Cup
- Trofeul Popeci
- USTA Player Development Classic
- USTA Tennis Classic of Macon
- Vanessa Phillips Women's Tournament
- Viccourt Cup
- ITF Women's Circuit – Wuhan
- Yakima Regional Hospital Challenger